# Teatre Nacional Vasile Alecsandri de Iași
El Teatre Nacional Vasile Alecsandri de Iași (en romanès: Teatrul Național Vasile Alecsandri) és el teatre nacional més antic de Romania i una de les institucions teatrals més prestigioses. El 1956 se li va donar el nom del reconegut dramaturg i poeta romanès Vasile Alecsandri.

## Història

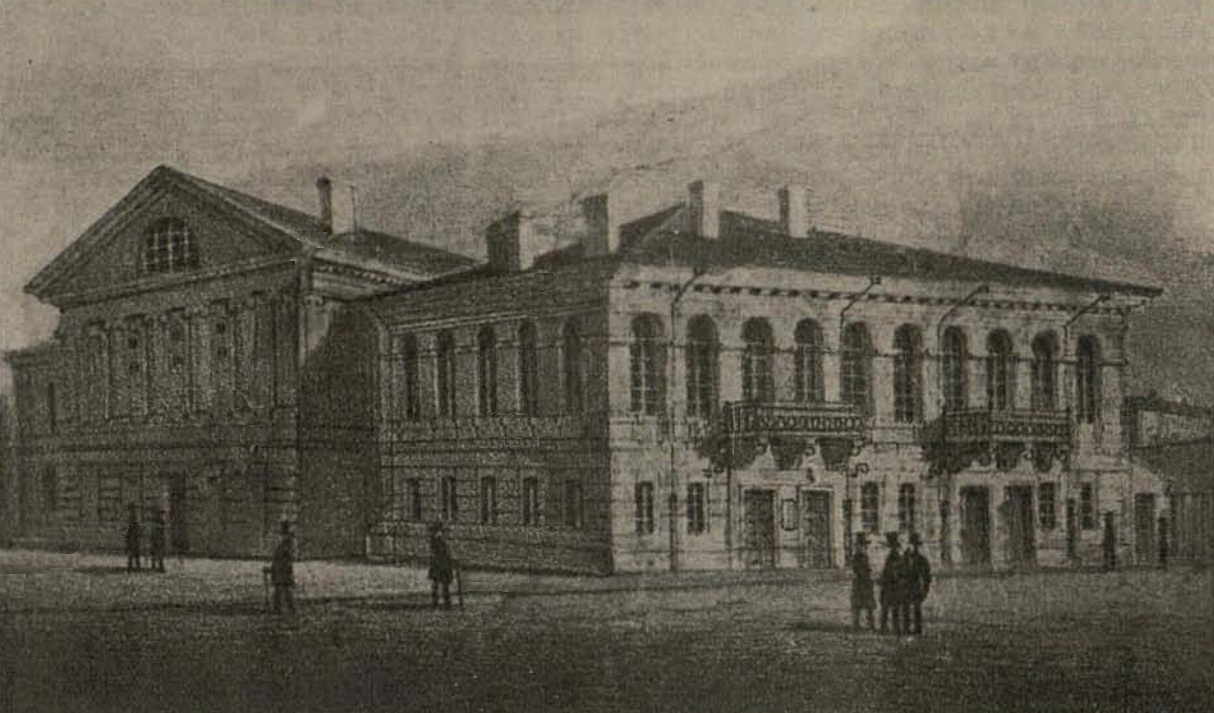
L’antic edifici del Teatre Nacional, 1846

La primera obra dramàtica presentada en llengua romanesa (i una de les primeres representacions teatrals en romanès) va ser Mirtil i Hloe, adaptada i posada en escena per Gheorghe Asachi, i celebrada a la capital de Moldàvia, Iași, el 27 de desembre de 1816. El 1834 es va produir a Iași una producció romanesa a l'escenari del Théâtre de varieté, construït el 1832 per a la companyia francesa Fouraux.
El Teatre Nacional es va fundar el 15 de maig de 1840, com a Gran Teatre de Moldàvia, quan la companyia de llengua romanesa, dirigida per Costache Caragiali, es va unir amb la companyia francesa, sota una única direcció de Vasile Alecsandri i la direcció de Costache Caragiali. El 22 de desembre de 1846 es va inaugurar una nova sala d’audiències a l’antiga mansió del príncep Mihail Sturdza, al turó de Copou.

## Edifici
La nit del 17 al 18 de febrer de 1888, l'edifici del teatre va ser destruït pel foc.
Els esforços per construir el nou edifici teatral van culminar el 1894 quan es va signar un contracte amb els arquitectes vienesos Ferdinand Fellner i Hermann Helmer, que van dissenyar diversos teatres i palaus a tot Europa, inclosos els teatres de: Cluj-Napoca, Oradea, Timișoara i Chernivtsi.

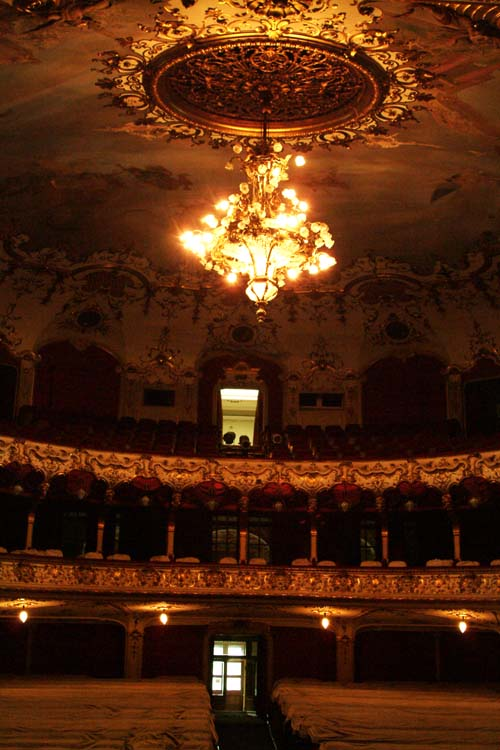
L’auditori principal

Per a les obres, es va signar un contracte amb una empresa de Bucarest i la central va ser construïda per una empresa de Berlín. La central elèctrica del Teatre també subministrava electricitat les 12 làmpades d’arc elèctric que il·luminaven la plaça del Teatre, cosa que marcava l’inici de l'electrificació a la ciutat de Iași. Les obres per a la construcció van prendre dos anys, i l'1 i 2 de desembre de 1896, les festivitats d'inauguració va tenir lloc amb Flechtenmacher 's Nacional de la insinuació, la vodevils de Mussa de la Burdujeni (La musa de Burdujeni) per Costache Negruzzi i Cinel-Cinel (The Riddle) de Vasile Alecsandri, així com la comèdia en vers Poetul romantic (El poeta romàntic) de Matei Millo.
Actualment, l'edifici també acull l'Opera Nacional de Romania de Iași.
L'edifici del Teatre Nacional de Iași figura al Registre nacional de monuments històrics.

### Arquitectura
Amb un exterior neoclàssic i un interior ricament decorat en estils rococó i barroc, l'edifici és considerat un dels més elegants de Romania.
L’auditori principal s’organitza en parades, caixes i un balcó. La cortina pintada pel vienès M. Lenz, presenta al mig, una al·legoria de la vida amb les seves tres etapes i, al costat dret, l’al·legoria de la unificació romanesa. El costat esquerre, pintat per l'aprenent de Lenz, difereix de la resta de la cortina per estil i color.
El sostre i la cortina de ferro van ser pintats per Alexander Goltz. La cortina de ferro, que separa completament l'escena del vestíbul, mostra adorns col·locats simètricament, mentre que el sostre té com a base narrativa la història arquetípica, que es mostra en al·legories paradisíaques, amb nimfes i cupids emmarcats en estuc rococó.
Els 1.418 llums elèctrics i l’aranya amb 109 làmpades de cristall venecià il·luminen una casa de jocs amb una personalitat arquitectònica única.